# Zeynep Çelik
Zeynep Çelik (Ağrı, 7 de abril de 1996) es una deportista turca que compite en judo adaptado. Ganó una medalla de bronce en los Juegos Paralímpicos de Tokio 2020, en la categoría de –57 kg.

## Palmarés internacional
| Juegos Paralímpicos | Juegos Paralímpicos | Juegos Paralímpicos | Juegos Paralímpicos |
| Año                 | Lugar               | Medalla             | Categoría           |
| ------------------- | ------------------- | ------------------- | ------------------- |
| 2020                | Tokio (Japón)       | Medalla de bronce   | –57 kg              |